# 王子壮
王子壮（1900年2月2日—1948年8月4日），名德本，字子壮，以字行，浙江绍兴人，中国国民党中央监察委员会秘书长，第五届中央监察委员、国民政府监察院监察委员、第一届国大代表。

## 生平
祖父为绍兴师爷，宦游济南。1900年生于山东省济南。济南德文学馆1916年冬毕业。1917年入北京大学预科。1919年入北京大学法律系。1923年6月本科毕业后回济南，执教于山东法政专门学校，1924年任省教育厅视学。经孟民彦介绍加入中国国民党。1924年国民党第一次全国代表大会召开后，王子壮在山东主编《十日》旬刊，撰文宣传新思想。1924年当选为国民党山东执行委员会常务委员兼青年部部长。
1927年4月清党后追随丁惟汾到国民党中央工作，任国民党中央执行委员会秘书直至1939年1月5日。结交于右任、戴季陶。1933年冬，任国民政府监察院监察委员。1935年11月国民党第五次全国代表大会，经大会主席团戴季陶、张继提议，国民党中央秘书长叶楚伧活动，得以当选为中央监察委员、并接替邓吉珊任中央监察委员会秘书长至1945年8月1日狄君武接任。1936年8月任考试院铨叙部政务次长直至1948年8月在南京病逝。1942年兼任山东省党部主任。在中央监察委员会还兼审核委员会主任委员、政工考核委员会党务组副主任、中央财务委员会委员。1947年9月受命指导青岛的国大代表、立法委员选举。当选为济南市国大代表。1948年8月4日因心脏病发作，逝于南京。